# ناحیه سندز، میشیگان
ناحیه سندز (به انگلیسی: Sands Township) یک منطقهٔ مسکونی در ایالات متحده آمریکا است که در شهرستان مارکت، میشیگان واقع شده‌است.
 ناحیه سندز  ۲٬۲۸۵ نفر جمعیت دارد و ۳۲۷ متر بالاتر از سطح دریا واقع شده‌است.